# ألبرت تايلر (أحيائي)
ألبرت تايلر (بالإنجليزية: Albert Tyler)‏ هو أحيائي أمريكي، ولد في 26 يونيو 1906 في بروكلين في الولايات المتحدة، وتوفي في 9 نوفمبر 1968.